# 馬歷·咸錫
馬雷克·哈姆希克（發音：[ˈmareɡ ˈɦamʂiːk]；1987年7月27日—），出生於班斯卡-比斯特里察，斯洛伐克籍足球員，司職中場，现效力于土超球會特拉布宗，亦是斯洛伐克國家足球隊成員。他曾获选意甲最佳年轻球员。

## 球會生涯
哈姆希克雖出生於班斯卡-比斯特里察，但他從未效力過該市的著名球會班斯卡比斯特里察杜克拉。他在班斯卡-比斯特里察一支小型青件球隊祖比·普拉域斯（Jupie Podlavice）展開其職業足球生涯。2002年加盟斯洛伐克班霸施洛雲。他曾在斯洛伐克甲組聯賽上陣一場，並射入一球。
2004年，他以17歲之齡從斯洛雲轉會布魯西亞，轉會費達50萬歐元。2005年3月20日咸錫首次代表球會於意甲上陣，對手為基爾禾，當時他只得17歲237天。該季之後，布雷西亞以19名完成，降班意乙。在2005/06球季，他為布雷西亞上陣24場，球隊最終排名第10。2006/07年他表現不俗，在40場賽事中射進10球。

### 加盟拿玻里

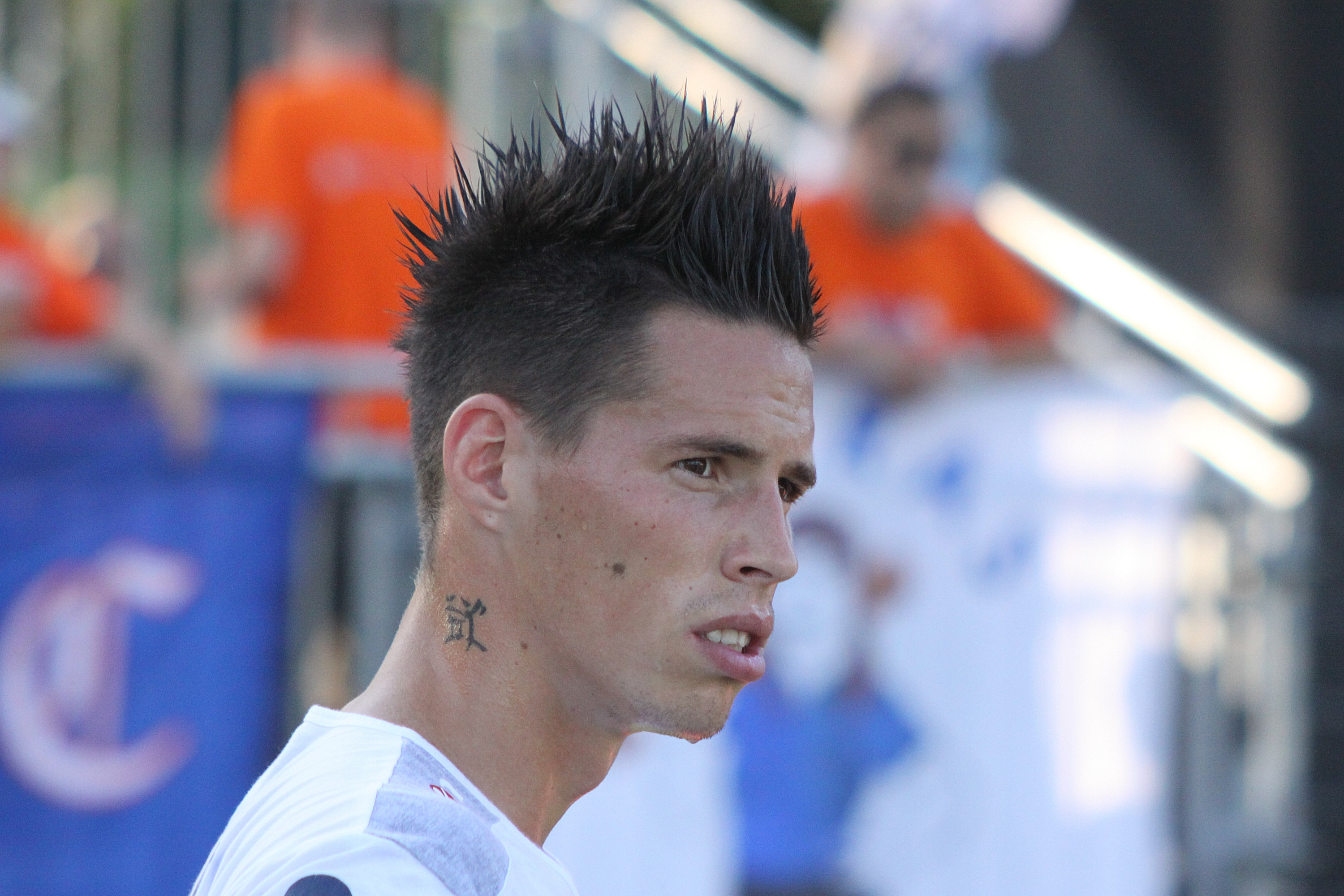
馬歷·咸錫

2007年6月28日，意甲升班馬拿玻里宣佈和咸錫簽下五年合約。轉會費達550萬歐羅，球會主席迪·羅倫迪斯（Aurelio De Laurentiis）指咸錫將會大有前途。
他首次代表拿玻里出場正式賽事，為意大利盃首圈對切塞纳。拿玻里大勝4:0，咸錫憑助攻予隊友，為球隊先開紀錄，並射入球隊第二個入球。2007年9月16日，他首次在意甲取得入球，對手為森多利亞。
2007年他獲選為斯洛伐克足球先生第二名，僅次於史卡迪爾，而他亦當選斯洛伐克最佳年輕球員（即彼得·杜布夫斯基盃，The Peter Dubovský Trophy）。前拖連奴主帥諾維連奴認為咸錫比AC米蘭前鋒朗拿甸奴的表現更出色。咸錫在其首季完結後，上陣37場共射入9球，成為球隊首席射手。在2008/09球季展開後，咸錫在聯賽首兩場賽事均助拿玻里取得入球，大放異采。他在2008/09球季射入9球成為隊內神射手。
2010–11球季，他与俱乐部签署了一项为期三年的续约合同到2015年6月。
2011–12球季，2011年9月27日，咸錫在主场2-0战胜維拉利爾攻入制胜一球，替那不勒斯赢得在欧洲冠军联赛中的第一次胜利。
12月7日，哈姆希克助攻了一球决定性的进球，帮助那不勒斯作客以2-0撃敗維拉利爾。這場胜利確保那不勒斯在拜仁慕尼黑和曼城下的死亡小组出線。欧洲冠军联赛十六強，拿玻里作客史丹福橋球場被當屆冠軍車路士反勝1-4，無緣八強。
3月9日，哈姆希克签订了一份增加一年的续约合同，续约合同到2016年6月。最終那不勒斯2011-12赛季在意甲联赛中排在第五位，哈姆希克总共贡献了9个联赛进球和9次助攻。
5月20日，那不勒斯於意大利杯决赛中迎战剛剛以全季不敗奪得意甲冠军的尤文图斯。哈姆希克射入一球為球隊鎖定2-0的胜利，這是那不勒斯在20年來的第一个奖杯。
2012–13賽季，他全季上陣42場，攻入10球並交出22個助攻，成為意甲助攻王兼協助拿玻里獲得聯賽亞軍。
2018赛季，哈姆希克以1500万欧元的转会费从他效力了11年的那不勒斯俱乐部，加盟了中超大连一方队。
2021年3月8日，他以自由球員身份與瑞典俱樂部哥登堡簽約。

## 國家隊
咸錫曾代表斯洛伐克青年軍。他曾在歐洲U-17國家盃外圍賽和U-19國家盃中上陣。他曾是斯洛伐克U-21國家隊成員。

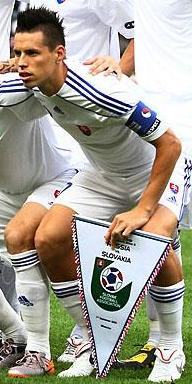
咸錫在國家隊

咸錫2007年2月7日首次代表國家隊上陣，為對波蘭的友賽，踢成2:2。第二次代表國家隊是在2008年歐洲國家盃外圍賽對德國，球隊以1:2敗北，而咸錫打完全場90分鐘。
2010年世界盃足球賽，首次參與世界盃決賽周的斯洛伐克被編入F組，最後一場咸錫交出一個助攻擊敗衞冕冠軍意大利。進入16強僅以一球不敵當屆亞軍荷蘭出局。

## 技術特點
咸錫的偶像是捷克中場尼維特，咸錫被後者稱為他的繼承人，而咸錫本身亦是一名重炮手，在拿玻里時期是戰術核心，肩負串連攻守的責任，是不可或缺的主力。

## 榮譽

### 俱樂部

#### 那不勒斯
- 義大利盃冠軍：2011-2012、2013-2014
- 義大利超級盃冠軍：2014

### 個人
- 意甲最佳青年球员：2008
- 義甲年度最佳陣容：2010-2011、2015-2016、2016-2017
- 義甲年度助攻王：2012-2013、2014-2015
- 彼得·杜布夫斯基獎：2007、2008
- 斯洛伐克足球先生：2009、2010、2013、2014、2015、2016、2017、2018
- 歐霸盃最佳陣容：2014-2015

### 記錄
- 那不勒斯出賽紀錄保持者：520場

### 國家隊

#### 斯洛伐克
- 出賽紀錄保持者：126場
- 進球紀錄保持者：26球

## 外部連結
- Marek Hamšík Official website （页面存档备份，存于）
- national-football-teams.com （页面存档备份，存于）
- Marek Hamšík's profile at Brescia Calcio.it （页面存档备份，存于） （意大利文）
- Marek Hamšík Profile, J1897.com （页面存档备份，存于）